# I Don't Want Your Love
Singles de Duran Duran
Meet El Presidente
(1987) All She Wants Is
(1988)
I Don't Want Your Love est une chanson du groupe Duran Duran, sortie en single en 1988. C'est le premier extrait de leur 5e album studio, Big Thing, également sorti en 1988. Comme sur la pochette de Big Thing, le nom du groupe est ici écrit « Duranduran ».

## Historique
Le producteur et ingénieur du son français Daniel Abraham a raconté en 2012 qu'il avait utilisé des séquences MIDI avec un Mac Plus, ce qui était très moderne à l'époque. C'est par erreur qu'il fait passer les notes MIDI de batterie sur un module de basse. Cela deviendra finalement la base du titre.
La face A du single est en fait un remix du titre fait par Shep Pettibone. La version album est en face B.

## Clip
Le clip est réalisé par Steve Lowe et produit par The Molotov Brothers. Il met en scène le groupe face à un tribunal et à des journalistes de tabloïds qui les agressent verbalement.
Le guitariste Warren Cuccurullo, futur membre du groupe, apparait dans le clip alors qu'il ne joue pas réellement sur le titre. On retrouve également David Palmer, ancien batteur du groupe ABC.

## Liste des titres et différents formats
| 1. I Don't Want Your Love (7" mix) - 3:47 2. I Don't Want Your Love (version album) - 4:06 - Piste n°1 : production additionnelle et remix par Shep Pettibone. 1. I Don't Want Your Love (Big mix) - 7:33 2. I Don't Want Your Love (version album) - 4:05 3. I Don't Want Your Love (7" mix) - 3:47 - Piste n°3 : production additionnelle et remix par Shep Pettibone. - Également disponible en CD (CD YOUR 1). 1. I Don't Want Your Love (Big mix) - 7:35 2. I Don't Want Your Love (Dub mix) - 7:36 | 1. I Don't Want Your Love (Big And 7 Inch Mix) - 3:47 2. I Don't Want Your Love (version album) - 4:05 - Piste n°1 : production additionnelle et remix par Shep Pettibone. 1. I Don't Want Your Love (Big mix) - 7:35 2. I Don't Want Your Love (version album) - 4:05 3. I Don't Want Your Love (7" mix) - 3:47 - Piste n°3 : production additionnelle et remix par Shep Pettibone. 1. I Don't Want Your Love (Shep Pettibone 7" Mix) - 3:47 2. I Don't Want Your Love (version album) - 4:05 3. I Don't Want Your Love (Big mix) - 7:35 |

## Classements
| Pays et classement (1988)                  | Meilleure position |
| ------------------------------------------ | ------------------ |
| Allemagne (Media Control AG)               | 31                 |
| Australie (ARIA)                           | 23                 |
| Belgique (Flandre Ultratop 50 Singles)     | 15                 |
| Canada (CHUM Chart)                        | 8                  |
| Nouvelle-Zélande (RMNZ)                    | 12                 |
| Suisse (Schweizer Hitparade)               | 15                 |
| Italie (FIMI)                              | 1                  |
| Pays-Bas (Nederlandse Top 40)              | 11                 |
| Royaume-Uni (UK Singles Chart)             | 14                 |
| États-Unis (Billboard Hot 100)             | 4                  |
| États-Unis (Billboard Hot Dance Club Play) | 1                  |
| États-Unis (Billboard Modern Rock Tracks)  | 13                 |

## Crédits
Duran Duran
- Simon Le Bon : chant principal
- Nick Rhodes : claviers, synthétiseurs
- John Taylor : guitare basse

Autres
- Chester Kamen : guitares
- Jonathan Elias : producteur
- Daniel Abraham : producteur
- Shep Pettibone : remix
- Bob Rosa : ingénieur du son du remix
- Hans Arnold : design de la pochette[1]